# Syrmaticus mikado

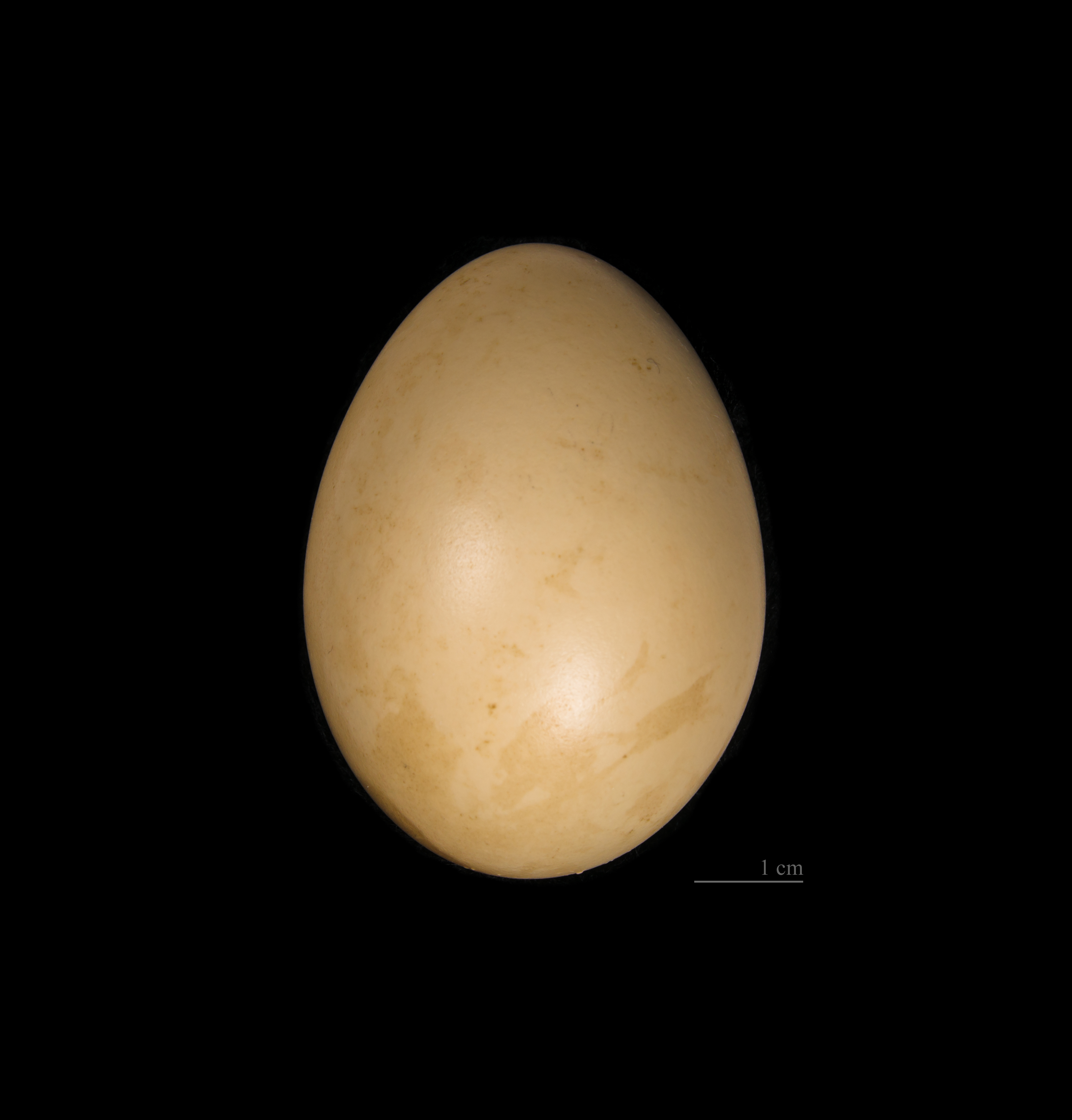
Huevo de Syrmaticus mikado

El faisán mikado (Syrmaticus mikado) es una especie de ave galliforme de la familia Phasianidae endémica de las montañas del centro de Taiwán. No se conocen subespecies.